# Kasalice
Obec Kasalice se nachází v okrese Pardubice, kraj Pardubický. Žije zde 221 obyvatel.

## Části obce
- Kasalice
- Kasaličky

V letech 1964–1990 k obci patřily i Pravy.

## Historie
První písemná zmínka o obci pochází z roku 1372.
V terénu za obcí je znatelný pahorek bývalé tvrze. Tvar tvrziště je kruhový, příkop s předsunutým valem je dochovaný ze tří čtvrtin.
Se jménem obce souvisí jméno vladyckého (zemanského), později rytířského rodu Kasalických z Kasalic a Kasalických z Kaštic. Místní vladycké statky vlastnil roku 1455 Petr z Kasalic, roku 1466 Jan z Čtiřína. K Pardubicím byly Kasalice přikoupeny roku 1521.

## Pamětihodnosti
- Krucifix

## Poznámka
1. ↑  Pozdější potomek Petr Kasalický z Kasalic (zemřel mezi roky 1550 a 1553) byl 1528–1530 purkrabím na hradě Hluboká.[6]